# Aldo Bonaccini
Aldo Bonaccini (Napoli, 27 giugno 1920 – Carate Brianza, 28 gennaio 2000) è stato un sindacalista e politico italiano, esponente del Partito Comunista Italiano.

## Biografia
Sindacalista CGIL a Milano dal 1947, fu importante dirigente della FIOM provinciale e della Camera del Lavoro di Milano. Dal 1969 ebbe importanti incarichi nella CGIL nazionale, che dovette lasciare nel 1979 per incompatibilità con la carica di parlamentare europeo.
È stato eletto alle elezioni europee del 1979 per le liste del PCI e riconfermato nel 1984, membro della Commissione economica e monetaria, della delegazione per le relazioni con l'Austria, della commissione per i problemi economici e monetari e la politica industriale, della delegazione per le relazioni con Israele, della delegazione per le relazioni con i paesi dell'Asia meridionale. 
Ha aderito al gruppo parlamentare "Gruppo comunista e apparentati". Conclude il proprio mandato a Strasburgo nel 1989.